# Xian de Linyou
Le xian de Linyou (麟游县 ; pinyin : Línyóu Xiàn) est un district administratif de la province du Shaanxi en Chine. Il est placé sous la juridiction de la ville-préfecture de Baoji.

## Démographie
La population du district était de 87 283 habitants en 1999.